# Universidad Agraria del Ecuador
La Universidad Agraria del Ecuador es una institución educativa eminentemente agropecuaria, con sede principal en la ciudad de Guayaquil, y un campus en la ciudad de Milagro. Además cuenta con actividades académicas en otras ciudades como: Ventanas, El Triunfo, Naranjal, Palestina, Palenque, Balzar, Pedro Carbo.

## Historia
La Universidad Agraria del Ecuador es una entidad autónoma de derecho público, sin fines de lucro, creada por el Ing. Agr. Jacobo Bucaram Ortiz, mediante Ley 158 expedida el 24 de junio de 1992 por el
Congreso Nacional y promulgada en el Registro Oficial N.º 980 el 16 de julio de 1992. La Universidad Agraria del Ecuador, cuyas siglas son U.A.E., se rige por la Constitución de la República, la Ley Orgánica de Educación Superior, su Ley de Creación, el Estatuto Universitario y la normatividad reglamentaria.

## Propiedades de la Universidad
La Universidad posee en su totalidad 648.52 hectáreas en propiedad desglosadas de la siguiente manera:
- Campus principal de la Ave 25 de Julio de 5.95 hectáreas.
- Campus de Milagro de 88.25 hectáreas.
- Hacienda El Semillero en Milagro 139.18 hectáreas.
- Hacienda El Misionero en Milagro 4.11 hectáreas.
- Hacienda Mariscal Sucre en Milagro de 5.00 hectáreas.
- Hacienda El Vainillo en el cantón el Triunfo de 122.0 hectáreas.
- Hacienda Barbarita de 240 hectáreas en el cantón Balzar.
- Campo Lindo en Balzar de 3.0 hectáreas.
- Campus en Balzar de 21.61 hectáreas.
- Campus en el Cantón Palestina de 1 hectárea.
- Campus en Ventanas de 2.12 hectáreas.
- Campus en el Triunfo de 0.51.
- Campus en Ventanas de 2.12 hectáreas.
- Campus en el Triunfo de 0.51.
- Campus en el cantón Naranjal de 3.00 hectáreas.
- Campus en el cantón Palenque de 12.79 hectáreas.

## Laboratorios

### Facultad de Medicina Veterinaria y Zootecnia
Los diferentes laboratorios de la Facultad de Medicina Veterinaria y Zootecnia de la Universidad Agraria del Ecuador, además de permitir que los estudiantes realicen sus prácticas permanentemente con sus profesores, también prestan servicios a la comunidad. 
- Laboratorio Clínico: En esta área los estudiantes reciben prácticas por parte de los profesores en lo referente a los exámenes de bioquímica sanguínea, y de análisis hematológico (parámetros).

- Laboratorio de Lactología: Los estudiantes realizan los análisis físico químicos y bacteriológicos de la leche y sus derivados, dentro del proceso enseñanza-aprendizaje.

- Laboratorio de Microbiología: En este laboratorio  se efectúan los respectivos cultivos de diferentes muestras de tejidos animal, con el fin de determinar la presencia de microorganismos, dicha practica la realizan los alumnos con asesoramiento de sus profesores.

- Laboratorio de Nutrición Animal: Los diferentes tipos de alimentos que ingresan a éste laboratorio son analizados desde el punto de vista bromatológico.

- Laboratorio de Parasitología: Recibe las muestras para efectuar exámenes coproparasitarios, dentro de las clases prácticas que los profesores imparten a sus alumnos.

- Laboratorio de Histología e Histopatología: Los estudiantes efectúan prácticas de observación y diagnóstico en los diferentes tejidos animales a través del microscopio, dentro el proceso enseñanza-aprendizaje.

- Laboratorio de Acuacultura: Profesores y estudiantes realizan prácticas con las diferentes especies bioacuáticas, con el fin de conocer su morfología y patología.

### Facultad de Ciencias Agrarias
- Laboratorio de Química (suelo, agua y plantas)

- Laboratorio de Fisiología  Vegetal

- Laboratorio de Fitopatología

- Laboratorio de Entomología

- Laboratorio de Hidráulica

- Laboratorio de Semillas

- Laboratorio de Alimentos

#### Escuela de Computación e Informática
- Laboratorios de Computación

- Salones de Audiovisuales

- Laboratorios de Inglés

## Facultades y Carreras
La Universidad Agraria del Ecuador Campus Guayaquil cuenta con 5 Facultades y Escuelas que ofertan 10 carreras de pregrado y un Sistema de Postgrado (SIPUAE), que oferta maestrías y diplomados en diversas áreas de estudio. La Ciudad Universitaria Milagro (CUM) oferta 4 carreras de pregrado, y las Sedes de Balzar, El Triunfo, Naranjal, Palenque, Palestina, Pedro Carbo y Ventanas, ofertan Programas Regionales de Enseñanza (PRE) conformados por carreras tecnológicas. 

### Facultad de Economía Agrícola
- Economía
- Economía Agrícola
- Administración de empresas (Modalidad en linea)

### Facultad de Medicina Veterinaria y Zootecnia
- Medicina Veterinaria y Zootecnia.

### Facultad de Ciencias Agrarias
- Ingeniería Agronómica
- Ingeniería Ambiental

#### Escuela de Ingeniería Agrícola
- Ingeniería Agroindustrial

* Diseño y desarrollo Web

#### Escuela de Computación e Informática
- Ingeniería en Computación e Informática

### Sistema de Postgrado (SIPUAE)
- Maestría en Riego y Drenaje
- Maestría en Economía Agraria
- Maestría en Cirugía y Clínica Canina
- Maestría en Procesamiento de Alimentos
- Maestría en Administración de Empresas (MBA)
- Maestría en Agroecología y Agricultura Sostenible gato
- Maestría en Planificación y Gestión de Proyectos Agroturísticos y Ecológicos
- Diplomado Superior en Formulación y Evaluación de Proyectos
- Desarrollo de software y diseño web

### Ciudad Universitaria Milagro (CUM)
- Economía Agrícola
- Ingeniería Agrícola
- Ingeniería Agronómica
- Ingeniería en Computación e Informática

### Programas Regionales de Enseñanza (PRE)
- Tecnología en Pecuaria
- Tecnología en Cultivos Tropicales
- Tecnología en Banano y Frutas Tropicales
- Tecnología en Economía y Administración de Empresas Agropecuarias
- Tecnología en Computación e Informática